# Sliač flygplats
Sliač flygplats (IATA: SLD, ICAO: LZSL), historiskt Letisko Tri Duby (De tre ekarnas flygplats), är en internationell flygplats i centrala Slovakien, belägen mellan Zvolen och Banská Bystrica, nära kurorten Sliač.
Flygplatsen har såväl reguljära som icke reguljära flygningar. Den har en landningsbana, som är 2 340 meter lång.
Flygplatsen används även för militära ändamål.

## Flygbolag och destinationer
- Czech Airlines (Prag)